# Liberibacter
Liberibacter — рід грамнегативних бактерій, що належить до родини Rhizobiaceae. Виявлення ліберібактерій ґрунтується на ПЛР-ампліфікації їх гена 16S рРНК зі специфічними праймерами. Представники роду є патогенами рослин, що переносяться здебільшого листоблішками. Спочатку рід називався Liberobacter.
Найважливішим є те, що Liberibacter є збудником хвороби позеленіння цитрусових. Liberibacter переноситься двома комахами з родини Psyllidae — Diaphorina citri в Азії, Бразилії та Флориді та Trioza erytreae в Африці. Азійський таксон ("Candidatus Liberibacter asiaticus") толерантніший до високих температур, тоді як перебіг інфекції африканського представника ("Candidatus Liberibacter africanus") безсимптомний за температури понад 30 °C. Виявлено вид Liberibacter, що інфікує пасльонові рослини та переноситься іншою листоблішкою — шкідником картоплі Bactericera cockerelli.

## Геноми
Генетичне різноманіття в роду найкраще виражається як різноманіття геномів. Було секвеновано понад 60 геномів розміром від 233 тис. п.о. до приблизно 1500 тис. п.о.. Таким чином, геноми представників цього роду є невеликими порівняно з більшістю інших бактерій. Найменший геном (штам SGCA1 "Candidatus Liberibacter asiaticus") кодує лише 655 білків, тоді як найбільший геном (штам Tabriz. 3 "Candidatus Liberibacter asiaticus") кодує 2174 білки.
Невеликий розмір геному є характерним для патогенних бактерій, які часто піддаються редукції геному. Це пов'язано з адаптацією до свого хазяїна, який часто забезпечує його багатьма поживними речовинами, так що паразиту не потрібні гени для самостійного виробництва цих поживних речовин.

## Патогенність
Бактерії роду Liberibacter містяться в гемолімфі та слинних залозах листоблішок. Оскільки листоблішки живляться соком, це забезпечує бактеріям доступ до флоеми рослини. Вони спричиняють значні метаболічні та регуляторні зміни, які порушують транспортну систему рослин та впливають на захисні системи рослин. Ці порушення мають подальший негативний вплив на мікробіом заражених цитрусових.
Оскільки представники роду Liberibacter не можуть культивуватися поза своїм вектором або хазяїном, їхні генетичні властивості, а також взаємодія з переносником та хазяїном ще не були ретельно вивчені. Чинники, які є важливими для адаптації та заселення або можливої коеволюції, ще не вивчені. Лише у 2014 році, коли було випадково виявлено Liberibacter crescens у бабако (гібридний сорт папаї), який можна культивувати in vitro, вдалося встановити родове положення й отримати цінний модельний організм для дослідження штамів, споріднених зі збудниками хвороби позеленіння цитрусових.
Представники Liberibacter активують шлях саліцилової кислоти в рослині-хазяїні, ймовірно, через розпізнавання позаклітинних молекул, таких як ліпополісахариди або джгутики. Патоген, своєю чергою, ймовірно, пом'якшує наслідки, оскільки кодує саліцилат-гідроксилазу, яка розщеплює саліцилову кислоту. Було показано, що види Liberibacter впливають на поширення переносника, змінюючи частоту польотів і статеву привабливість D. citri. З іншого боку, інфікування Liberibacter спричиняє вищу смертність дорослих особин D. citri, але не німф. Ці бактерії є частиною мікробіоти листоблішок, і його співіснування з іншими бактеріями, ймовірно, впливає на життєздатність комахи в цілому, а також на перебіг хвороби.

## Види
До описаних видів належать:
- "Candidatus Liberibacter africanus" corrig. Jagoueix et al. 1994. Один зі збудників хвороби позеленіння цитрусових. Ця бактерія походить з Африки, а її переносником є Trioza erytreae[11].
- "Candidatus Liberibacter americanus" Teixeira et al. 2005. Новий вид з Бразилії, який був описаний у 2005 році та є асоційований з позеленінням цитрусових й переноситься Diaphorina citri[12].
- "Candidatus Liberibacter asiaticus" corrig. Jagoueix et al. 1994 Один зі збудників хвороби позеленіння цитрусових, що походить з Азії й переноситься D. citri[13].
- "Candidatus Liberibacter brunswickensis" Morris et al. 2017[14]. Ця бактерія асоційована з листоблішкою Acizzia solanicola, яка живиться на баклажанах в Австралії.
- Liberibacter crescens Fagen et al. 2014[9]. Мікроорганізм, який був виділений з папаї, що росла в Пуерто-Рико.
- "Candidatus Liberibacter europaeus" Raddadi et al. 2011. Новий вид, який переноситься Cacopsylla pyri та був виявлений на безсимптомних грушах у 2010 році[15].
- "Candidatus Liberibacter solanacearum" Liefting et al. 2009[16]. Збудник смугастості зрізів картоплі. Цей патоген також може інфікувати інші економічно важливі культури, включно з помідорами, морквою, петрушкою, пастернаком, селерою та кервелем. У межах цього виду описано щонайменше десять гаплотипів, що позначаються як LsoA, LsoB, LsoC, LsoD, LsoE, Lso F, LsoG, LsoH, LsoH(Con) та LsoU[17][18][19]. Гаплотипи A, B і F асоціюються з пасльоновими (картопля і помідор) і переносяться листоблішкою Bactericera cockerelli[20]. Гаплотипи C, D, E і H уражують зонтичні культури (моркву, селеру тощо). Гаплотипи D та E переносяться Bactericera trigonica. Гаплотип С переноситься Trioza apicalis. Переносник гаплотипу H наразі невідомий. Гаплотип U був виявлений у кропиви дводомної (Urtica dioica) і переноситься Trioza urticae[19].
  - LsoA також описаний як вид "Candidatus Liberibacter psyllidaureus" corrig. Hansen et al. 2008[4] (інколи неправильно вказується як Ca. L. psyllaurous). Зараз вони вважаються синонімами, оскільки гени 16S рРНК у них ідентичні[21]. Окрім того, що LsoA є патогеном рослин, він також є ендосимбіонтом комахи-переносника й модифікує систему захисту помідорів на користь себе та свого переносника[22].